# When Her Idol Fell
When Her Idol Fell è un cortometraggio muto del 1915 diretto da Al Christie. Prodotto dalla Nestor e distribuito dall'Universal Film Manufacturing Company, aveva come interpreti Eddie Lyons, Lee Moran e Victoria Forde.

## Produzione
Il film fu prodotto dalla Nestor Film Company.

## Distribuzione
Distribuito dall'Universal Film Manufacturing Company, il film - un cortometraggio di una bobina - uscì nelle sale cinematografiche statunitensi il 25 maggio 1915.